# Норд (Калифорнија)
Норд (енгл. Nord) насељено је место без административног статуса у америчкој савезној држави Калифорнија.

## Демографија
По попису из 2010. године број становника је 320.
| Група             | 2000.    | 2010.       |
| Белци             | 0 (0,0%) | 170 (53,1%) |
| Афроамериканци    | 0 (0,0%) | 1 (0,3%)    |
| Азијати           | 0 (0,0%) | 16 (5,0%)   |
| Хиспаноамериканци | 0 (0,0%) | 122 (38,1%) |
| Укупно            | 0        | 320         |